# Bistum Miri
Das Bistum Miri (lateinisch Dioecesis Miriensis) ist eine in Malaysia gelegene römisch-katholische Diözese mit Sitz in Miri.

## Geschichte
Das Bistum Miri wurde am 19. Dezember 1959 durch Papst Johannes XXIII. aus Gebietsabtretungen des Apostolischen Vikariates Kuching als Apostolisches Vikariat Miri errichtet. Am 31. Mai 1976 wurde das Apostolische Vikariat Miri durch Papst Paul VI. zum Bistum erhoben und dem Erzbistum Kuching als Suffraganbistum unterstellt. Das Bistum Miri gab am 21. Dezember 1997 Teile seines Territoriums zur Gründung der Apostolischen Präfektur Brunei ab.

## Ordinarien

### Apostolische Vikare von Miri
- Anthony Denis Galvin MHM, 1960–1976

### Bischöfe von Miri
- Anthony Denis Galvin MHM, 1976
- Anthony Lee Kok Hin, 1977–2013
- Richard Ng, seit 2013